# 三角町
三角町（みすみまち）は、熊本県の宇土半島の先端に位置していた町。宇土郡に属していた。現在の宇城市三角町。

## 地理
山岳
- 大岳山 - 宇土山系。標高477メートル[1]。
- 三角岳 - 宇土山系。標高406メートル[1]。
- 高野山 - 宇土山系。標高263メートル[1]。

島嶼
- 戸馳島

## 歴史
- 1887年（明治20年）8月 - 三角港（後の三角西港）が開港。
- 1889年（明治22年）4月1日 - 町村制実施に伴い、宇土郡に三角浦村（一村単独村政）、波多村（一村単独村政）、大田尾村（一村単独村政）、大岳村（里浦村、大口村、手場村が合併）、中村（中村、前越村が合併）、郡浦村（一村単独村政）、戸馳村（一村単独村政）が発足。
- 1899年（明治32年）3月30日 - 三角浦村、波多村、大田尾村が合併して三角村が発足。中村と郡浦村が合併して郡浦村が発足。
- 1899年（明治32年）12月25日 - 九州鉄道（後の国鉄三角線）三角駅が開業。
- 1902年（明治35年）9月26日 - 三角村が町制施行して三角町が発足。
- 1955年（昭和30年）2月1日 - 三角町、郡浦村、大岳村、戸馳村が合併し、改めて三角町が発足。
- 1966年（昭和41年）9月24日 - 天草五橋が開通。
- 2005年（平成17年）1月15日 - 三角町、宇土郡不知火町、下益城郡松橋町、小川町、豊野町が合併して宇城市が発足。三角町は宇城市三角町となった。

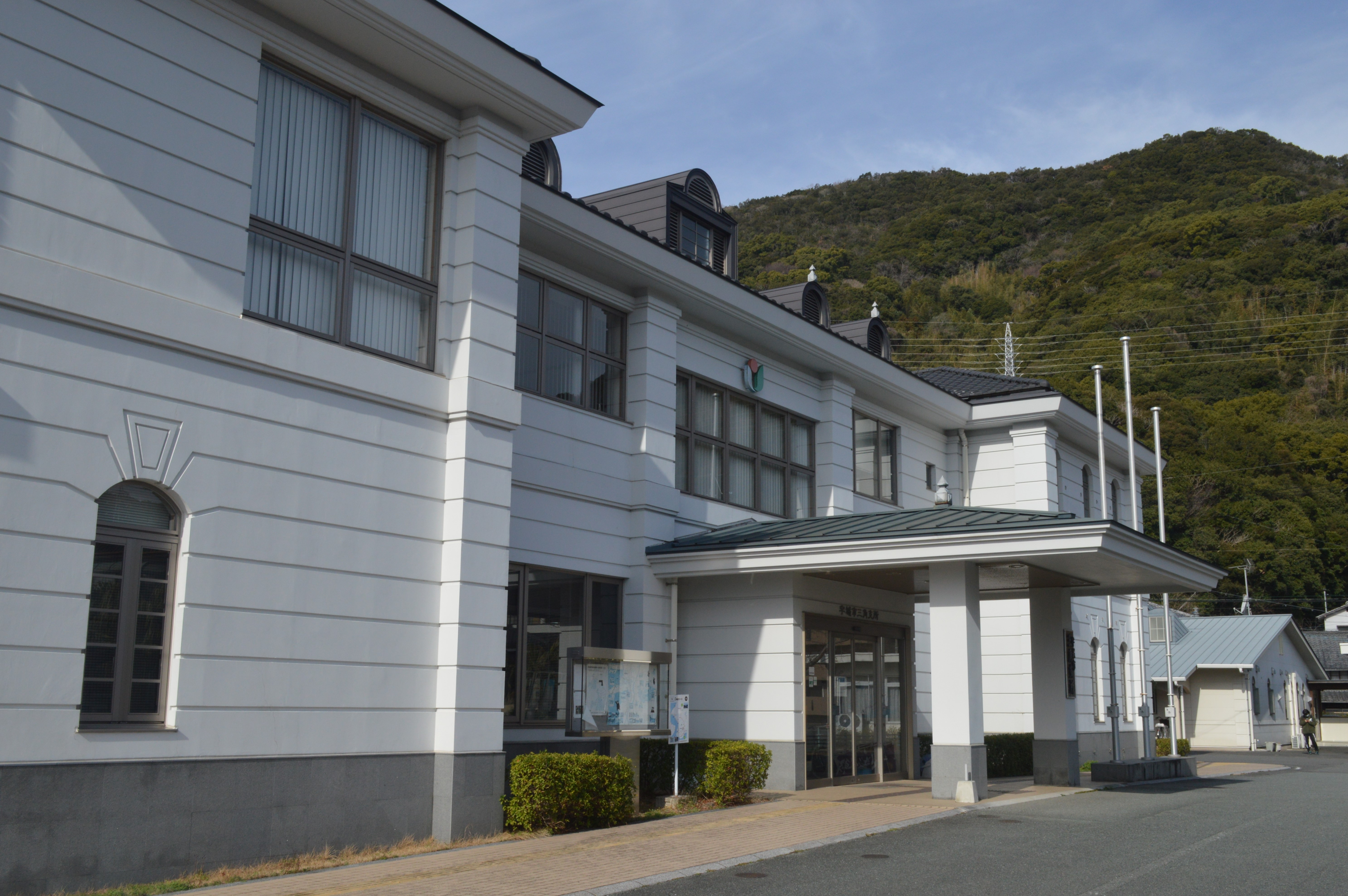
宇城市三角支所

## 経済

### 三角港

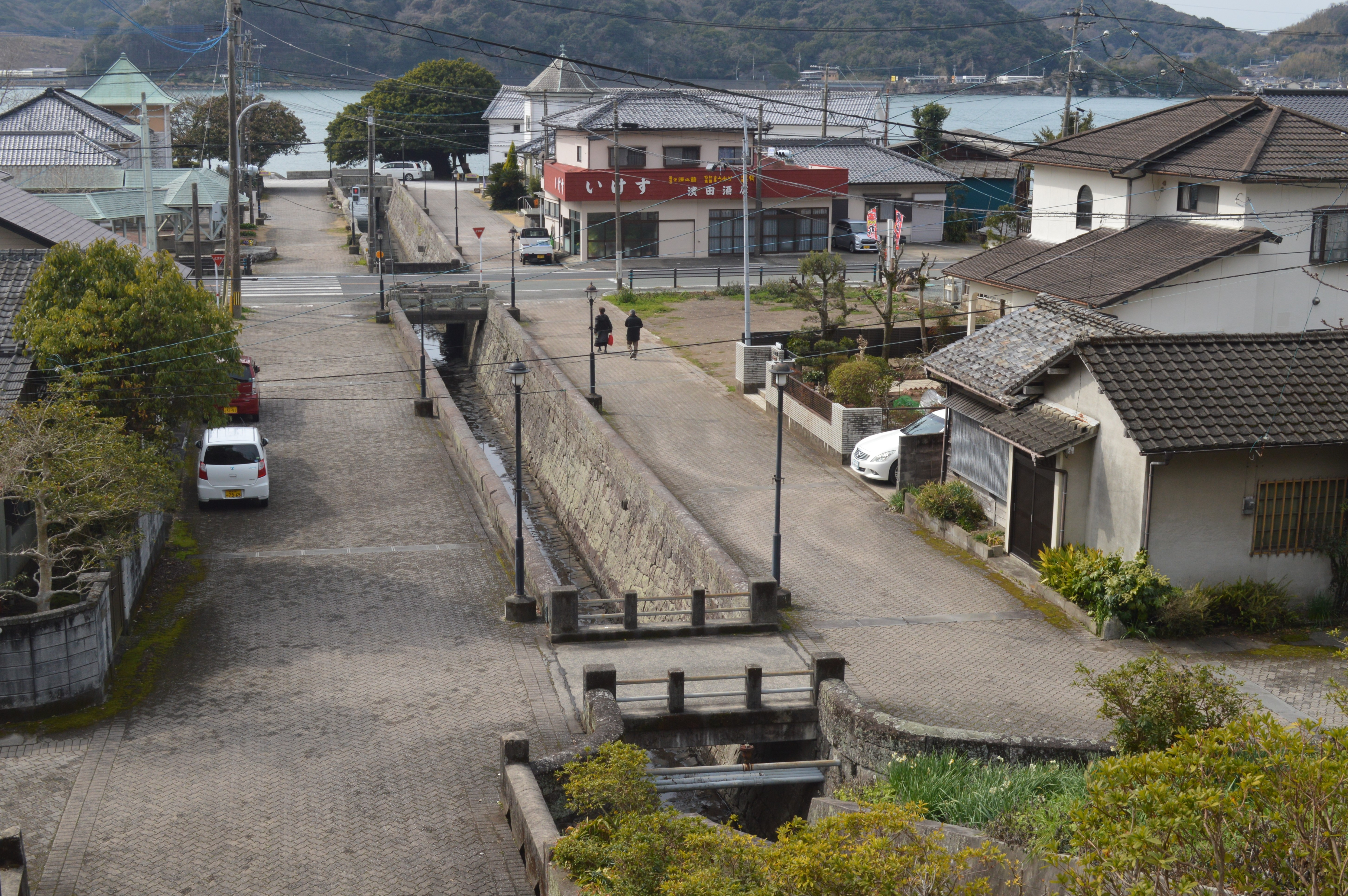
三角西港

1887年（明治20年）8月には三角港（後の三角西港）が開港した。1889年（明治22年）11月には特別輸出港に指定され、1899年（明治32年）2月には貿易港に指定された。三角港は「明治三大築港」の一つとされている。
三角港には税関・郡役所などの公共施設が設置され、海運・商業活動が盛んになった。熊本県から東京・大阪へ送る米は三角港から積みだされ、問屋・廻漕店が繁盛した。三角港には遊郭もあり、また旅館も多かった。
観光の拠点でもあったが、1933年（昭和8年）10月1日、三角港の沖合で観光船が沈没して乗客ら90人が死亡する事故も発生した。
昭和中期までは熊本県の主要港として栄えたが、1966年（昭和41年）天草五橋の開通による旅客輸送量の減少や、八代港の開港指定による貨物取扱い量の減少、1993年（平成5年）3月の熊本新港開港などにより、現在は往時の存在感はない。

### 産業

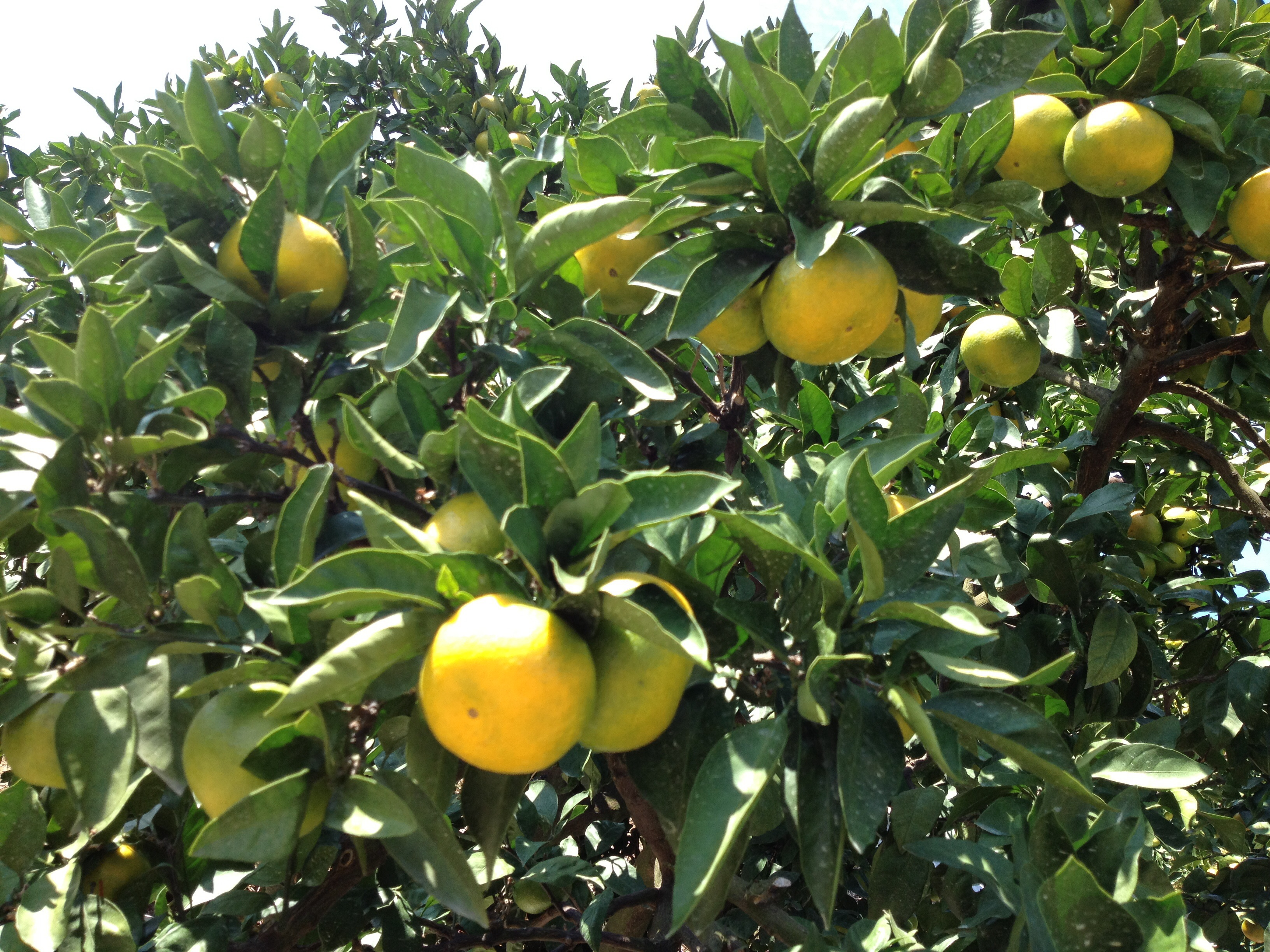
三角みかん

宇土山系の南斜面には柑橘類の栽培に適した温暖な丘陵が広がっている。文政年間（1818年 - 1830年）にはサトウキビの栽培が始まり、古くから黒砂糖の生産が盛んだった。
1956年（昭和31年）の農山漁村建設総合対策によって本格的に柑橘類の栽培が推進され、「三角みかん」のブランドを確立して熊本県有数のみかん産地となった。基幹産業は農業であり、みかんに加えて花卉類（蘭など）の栽培が盛んである。主に戸馳島で栽培されている蘭は主要農業の一つに育っている。
- 農業
- 水産業

## 教育

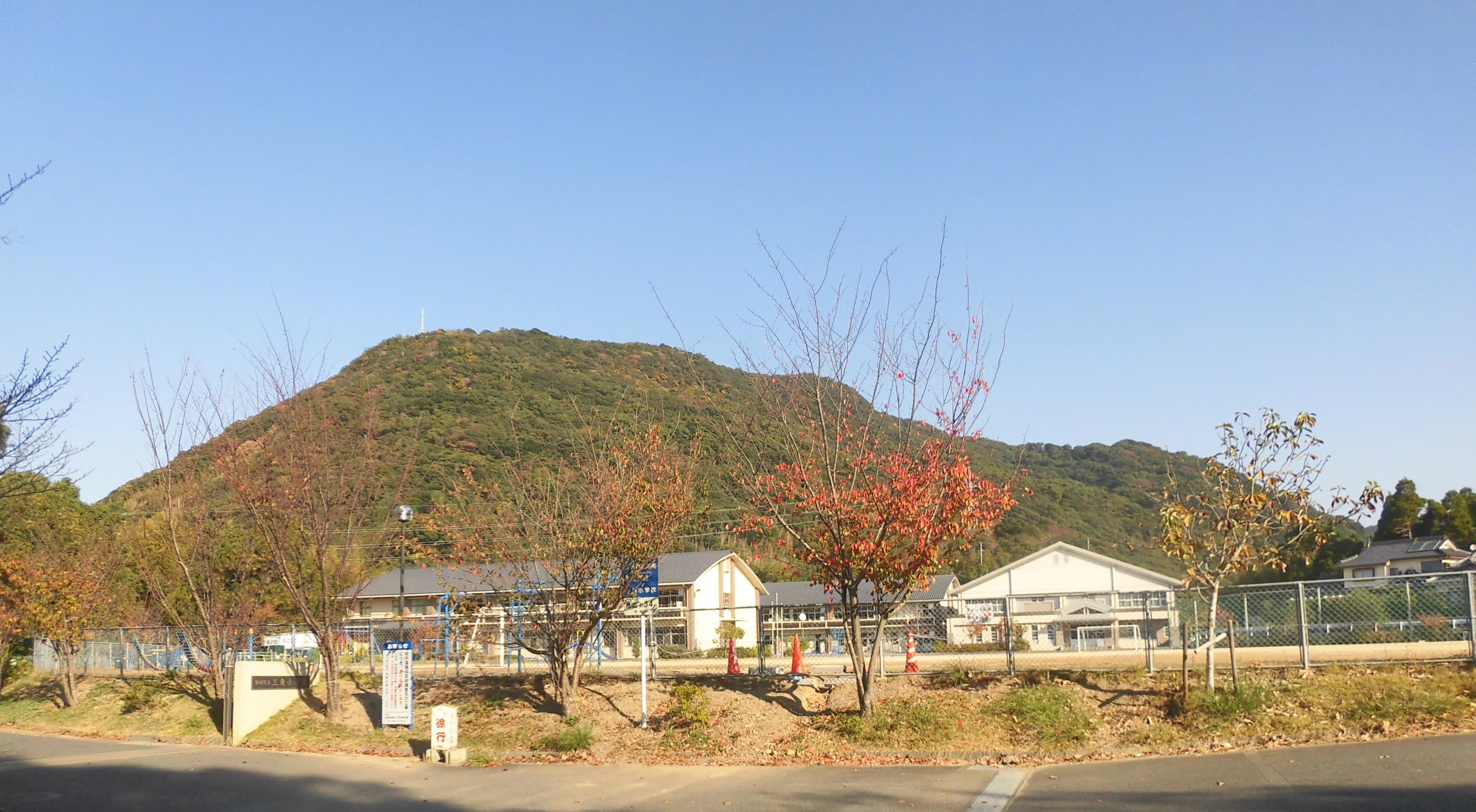
三角町立三角小学校

### 中学校
- 三角町立三角中学校

### 小学校
- 三角町立三角小学校
- 三角町立青海小学校
- 三角町立三角北小学校[4]
- 三角町立三角東小学校[5]
- 三角町立戸馳小学校[6]

## 交通

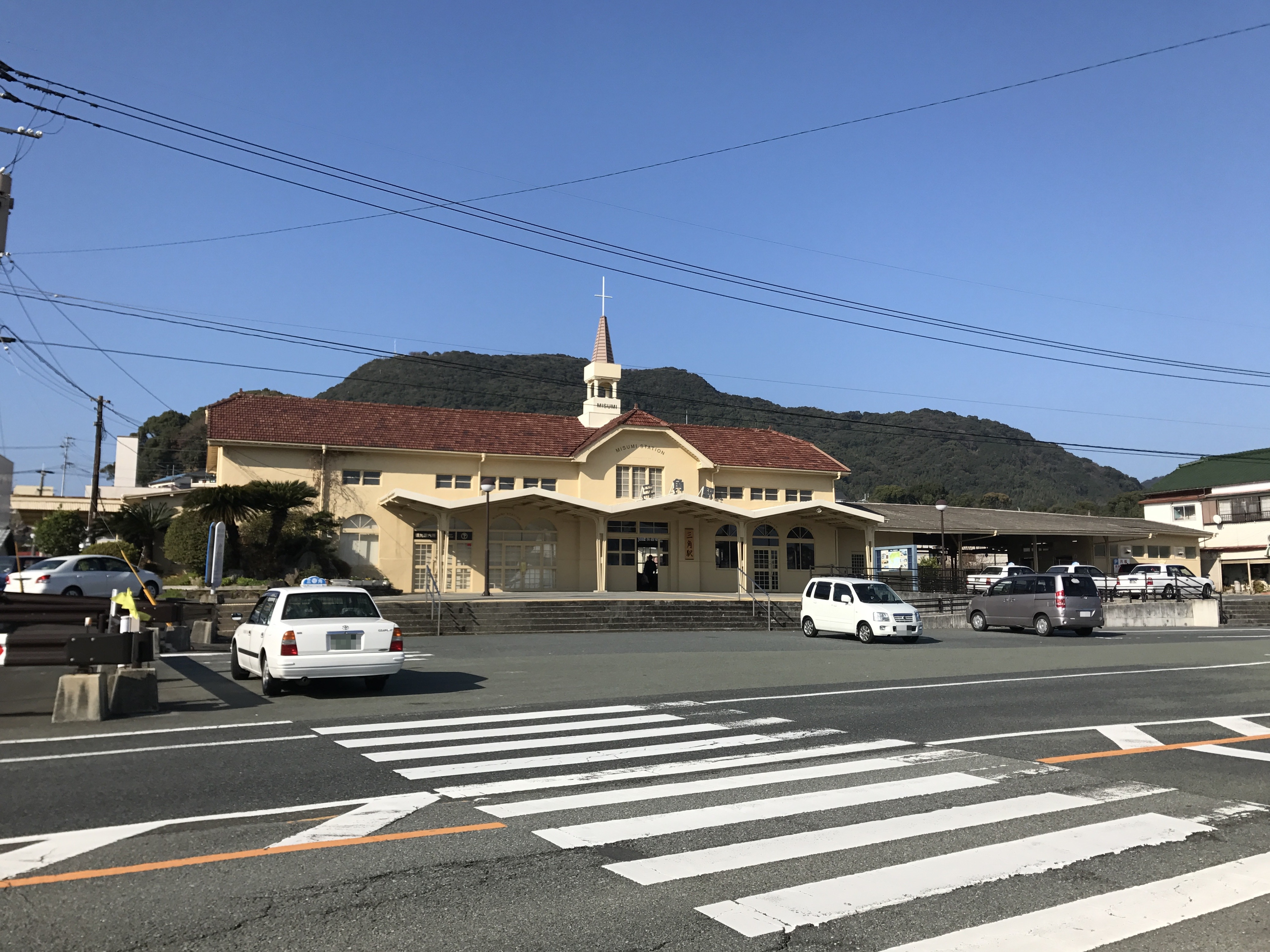
JR三角線三角駅

### 鉄道
- 九州旅客鉄道
  - 三角線：三角駅 - 波多浦駅 - 石打ダム駅

### バス
- 九州産交バス
  - 三角駅前に産交バス三角営業所（三角産交）があり、宇土、松橋、天草諸島への路線バスが発着。

### 道路
一般国道
- 国道57号
- 国道266号

### 船舶
- 国道フェリー：三角港 - 雲仙港
  - 1994年（平成6年）廃止
- 三角島原フェリー：三角港 - 雲仙港
  - 2006年（平成18年）8月29日廃止

## 名所・旧跡・観光スポット・祭事・催事
- 郡浦神社
- みすみフラワーアイランド - 戸馳。
- 若宮海水浴場 - 戸馳。
- 大田尾海水浴場 - 大田尾。
- 三角西港
  - 石積埠頭
  - 旧高田回漕店
  - 旧三角簡易裁判所（法の館）
  - 浦島屋
  - ムルドルハウス
  - 旧三角海運倉庫（三角築港記念館）
  - 龍驤館
  - 東排水路 - 重要文化財。
  - 一之橋 - 重要文化財。
- 天翔台 - 東港。
- 海のピラミッド - 東港。

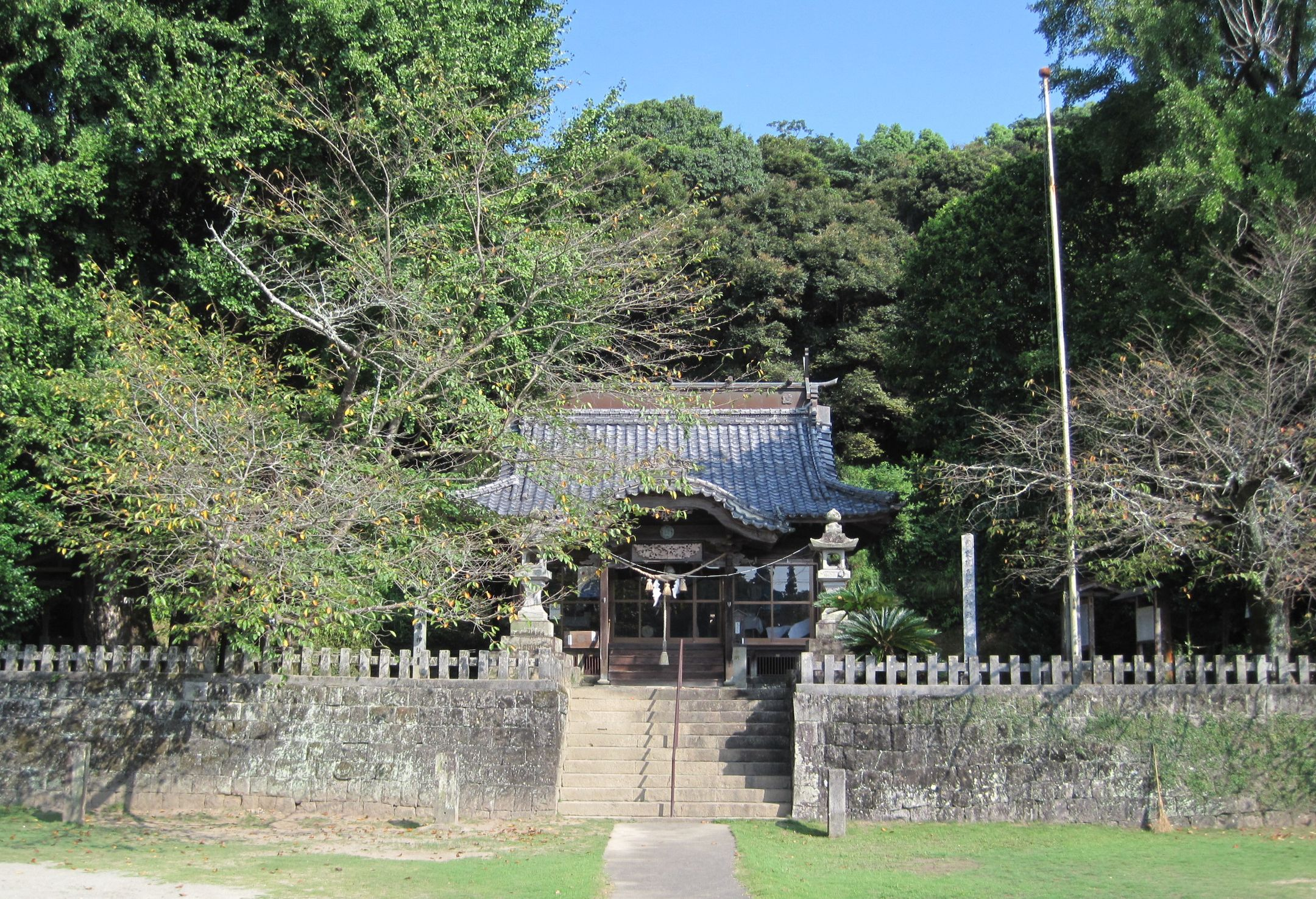
郡浦神社

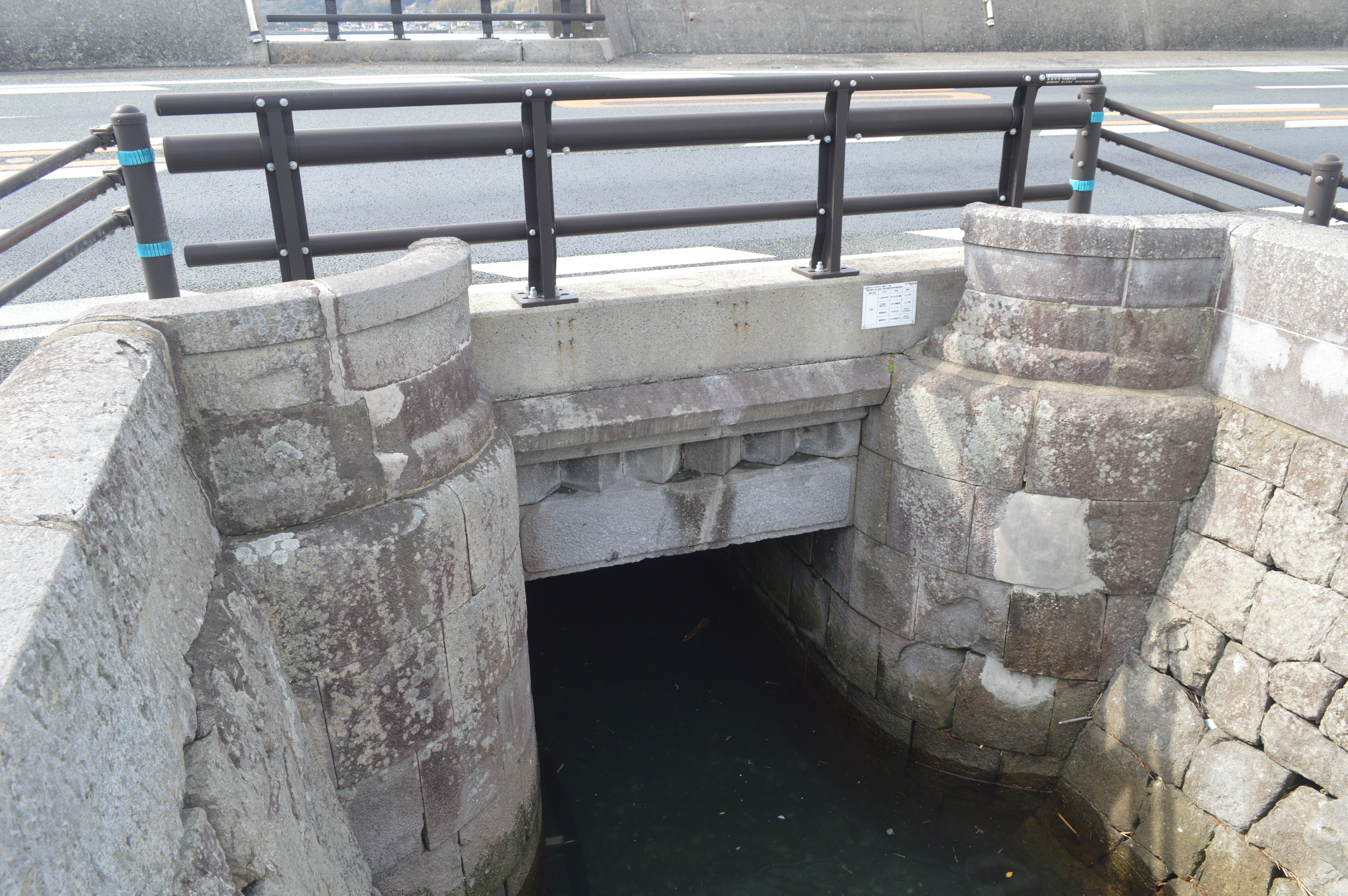
一之橋

- みすみフィッシャーマンズワーフ - 東港。
- 石打ダム親水公園 - 波多。
- 石打ダム資料館 - 波多。
- みかん園 - 波多。
- 金桁鉱泉 - 郡浦。

## 出身著名人
- 阿曽田清 - 参議院議員。
- 松枝顕勝 - 衆議院議員。
- 森田徹 - 陸軍少将。ノモンハン事件で戦死。
- 清原康平 - 陸軍軍人。
- 濱田玄達 - 産婦人科医。東京大学教授。日本の産婦人科学の始祖。
- 清原憲一 - 熊本放送アナウンサー。
- 井場友和 - プロ野球選手。
- 今井譲二 - プロ野球選手。
- 中川善雄 - ハンドボール選手。
- 平野洋一郎 - アステリア社長。